# Allylmethylsulfid
Allylmethylsulfid ist eine schwefelhaltige, ungesättigte organische Verbindung aus der Gruppe der Thioether. Neben der Sulfid-Gruppe tritt im Molekül eine C=C-Doppelbindung auf.

## Vorkommen
Allylmethylsulfid tritt – neben den geruchlosen Verbindungen Allylmethylsulfoxid (AMSO) und Allylmethylsulfon (AMSO2) – als knoblauchartig riechendes Stoffwechsel-Abbauprodukt des Allicins auf, dem Aromastoff des Knoblauchs. Die organische Schwefelverbindung ist verantwortlich für den Geruch des Atems nach Knoblauch-Genuss, und lässt sich zum Beispiel auch in der menschlichen Muttermilch nachweisen.

## Gewinnung und Darstellung
Die Labor-Synthese gelingt durch Reaktion von Allylchlorid und Methanthiol in Gegenwart von Natriumhydroxid.

## Eigenschaften
In reinem Zustand bildet Allylmethylsulfid eine leicht entzündbare, farblose Flüssigkeit mit einem für Alkylsulfide charakteristischen, intensiven Geruch. 